# Akalyptoischion hormathos
Akalyptoischion hormathos là một loài bọ cánh cứng trong họ Latridiidae. Loài này được Andrews miêu tả khoa học năm 1976.